# Skuldelev-skibene
Skuldelev-skibene er en betegnelse for fem vikingeskibe, der blev fundet i Roskilde Fjord i Peberrenden ved Skuldelev omkring 20 km nord for Roskilde. I 1962 blev de sænkede skibe udgravet over fire måneder. De var fra 1000-tallet. 
I den sene vikingetid blev der etableret et system af spærringer i Roskilde Fjord, der gjorde det muligt at kontrollere søvejen til en af Danmarks største konge- og kirkebyer. Tre udtjente skibe blev slæbt ud til det smalleste sted ud for landsbyen Skuldelev. Skibene blev fyldt med sten og sænket i Peberrenden, den mest direkte rute til Roskilde. Efter tyve år blev spærringen forstærket med endnu to skibe. Der var dermed skabt et effektivt forsvar i fjorden.
Under udgravningen i 1962 troede man, at der var seks skibe, men det viste sig at dele fra "Skuldelev 4" i virkeligheden kom fra Skuldelev 2. Nummereringen af skibene blev dog ikke ændret efter denne opdagelse, og derfor "mangler" Skuldelev 4. Det mest komplette er Skuldelev 3.
Skuldelev-skibene har givet et værdifuldt indblik i vikingernes skibe og skibsteknologi. De er nu udstillet på Vikingeskibsmuseet i Roskilde.
Alle fem skibe er brugt som udgangspunkt for rekonstruktioner, som Vikingeskibsmuseet har udført. Desuden har andre grupper rundt om i verden fremstillet rekonstruktioner enten som direkte kopier eller med inspiration fra skibene.
Fundet og kortlægningen af skibene er skildret i filmen Vikingeskibene i Roskilde Fjord fra 1964.

## Beskrivelse

### Skuldelev 1
Skuldelev 1 var et solidt transportskib, sandsynligvis en knarr. Det var 15,84 m langt og 4,8 m bredt og havde en dybgang på 1 m. Besætningen har bestået af seks til otte mand. Det var bygget i Sognefjorden i det vestlige Norge omkring år 1030 af kraftige fyrreplanker, men er blevet repareret med ege- og lindetræ i Oslofjorden og i det østlige Danmark. Med et sejl på omkring 90 m2 og 2-4 årer har det kunnet sejle på Østersøen, Nordsøen og Atlanterhavet med en tophastighed på 13 knob. Omkring 60 % af skibet var bevaret.
Der er fremstillet flere rekonstruktioner af Skuldelev 1, heriblandt Ottar af Roskilde af Vikingeskibsmuseet, og Saga Siglar i Norge.

### Skuldelev 2
Skuldelev 2 er et krigsskib i egetræ. Det er et langskib muligvis af skeidetypen. Det er omkring 30 m langt og 3,8 m bredt med en dybgang på 1 m. Besætningen har været 65-70 mand. Dendrokronologiske undersøgelser viste, at skibet var fremstilet i Dublin omkring år 1042. Formen på skibet og dets store sejl på omkring 112 m2 vil give høj hastighed, og det har kunnet sejle omkring 15 knob, med omkring 60 roere og med sejl. Det er et af de længste vikingeskibe, der er fundet, men det dårligst bevarede. Kun omkring 25 % af skibet var tilbage.
Vikingeskibsmuseet har fremstillet en rekonstruktion af Skuldelev 2 kaldet Havhingsten fra Glendalough. Byggeriet varede fra august 2000 til september 2004, og omkring 40.000 timer blev brugt. I sommeren 2007 sejlede skibet fra Roskilde til Dublin, hvor det var fremme den 14. august. Skibet lå udstillet i Dublin til sommeren 2008, hvor det blev sejlet tilbage til Roskilde, hvor det ankom den 9. august.

### Skuldelev 3
Skuldelev 3 er et 14 m lang og 3,3 m bredt transportskib, muligvis af byrdingtypen. Det er fremstillet af egetræ, og har haft en lastekapacitet på 4,6 tons og en dybgang på 90 cm. Det blev fremstillet omkring 1040 i Danmark. Det har haft en besætning på 5-8, og et sejl på omkring 45 m2 som den primære kraftkilde. Det har været velegnet til kortere rejser i danske farvande og i hele Østersøen. Tophastighed er omkring 10 knob. Skuldelev 3 er det bedst bevarede af Skuldelev-skibene, idet omkring 75 % af skibet blev bjærget.
Vikingeskibsmuseet har fremstillet rekonstruktionen Roar Ege, og i Tyskland har man fremstillet Sigyn.

### Skuldelev 4
Ved fundet af Skuldelev-skibene mente man at have fundet seks skibe. Nærmere undersøgelser viste dog, at "Skuldelev 4" ikke var et selvstændigt skib, men var dele som kom fra Skuldelev 2. Nummereringen af skibene er dog blevet bibeholdt.

### Skuldelev 5
Skuldelev 5 er et lille, men langt krigsskib af snekketypen. Det er 17,3 m langt og 2,5 m bredt. dybgangen har været omkring 0,6 m og der har været plads til en besætning på omtrent 30 mand. Det er fremstillet af forskellige træsorter: eg, fyr, ask og el og blev bygget omkring 1030 i nærheden af Roskilde. Der var brugt både nye og gamle planker til skibet og dets reparationer. Skibet var beregnet til at sejle i de lavvandede danske områder og Østersøen. De øverste planker ved rælingen havde huller til at fastgøre skjolde. Med et sejl på omkring 46 m2 har skibet sejlet med en hastighed på 6-7 knob og en maksimal hastighed på omkring 15 knob. Omkring 50 % af skibet var bevaret.
Vikingeskibsmuseet har fremstillet rekonstruktionen Helge Ask og derudover er det blev bygget Lindheim Sunds i Ollerup, Sebbe Als i Augustenborg og Glad av Gillberga i Sverige

### Skuldelev 6
Skuldelev 6 er 11,2 m langt og 2,5 m bredt. Det er udstyret med både årer og sejl. Det har haft en dybgang på omkring 0,5 m og var muligvis fremstillet til fiskeri i de norske fjorde. Ligesom Skuldelev 1 var Skuldelev 6 bygget i Sognefjorden i det vestlige Norge omkring år 1030. Der er primært brugt fyrretræ til byggeriet. Skibet har haft en besætning på 5-15 mand. I løbet af skibets levetid er det blevet ombygget, sandsynligvis for at gøre det mere egnet som transportskib langs kysterne, hvorved det ville blive kategoriseret som en ferje, der er en generel betegnelse for mindre transportskibe. Omkring 70 % af skibet er bevaret.
Skuldelev 6 er fremstillet som rekonstruktionen Kraka Fyr af Vikingeskibsmuseet i 1998. I 2012 fremstillede museet en ny rekonstruktion kaldet Skjoldungen. Denne gang forsøgte man at være mere præcis i rekonstruktionen, så den fik en anden bov og stavn end den tidligere kopi.